# Зоран Станковић
Зоран Станковић (Теговиште, 9. новембар 1954 — Београд, 5. октобар 2021) био је српски специјалиста судске медицине, санитетски генерал-мајор, универзитетски професор и политичар.
Станковић је по образовању био доктор медицинских наука. У српској војсци је имао чин санитетског генерал-мајора у пензији. Био је председник координационог центра за југ Србије у Влади Ивице Дачића од 2012. до 2021, министар здравља у влади Републике Србије, министар одбране Србије и Црне Горе у Савету министара Србије и Црне Горе све до раздруживања Србије и Црне Горе и министар одбране у влади Републике Србије.На изборима 2012. је прво био предложен за кандидата за градоначелника Београда, а потом за председника Србије.

## Биографија
Зоран Станковић је рођен од оца Драгомира, из села Теговиште (Владичин Хан), аутомеханичара у каменолому и мајка Радмила (девојачко Ристић) из села Манајле (Владичин Хан), домаћица. По предању кажу да је братство Станковића у Теговиште дошло из Црне Горе 1576. године.
Основну школу завршио је у Џепу, гимназију у Владичином Хану, а Медицински факултет Универзитета у Нишу 1980. Након дипломирања ступа у активну војну службу и као активни поручник ЈНА обавља обавезни лекарски стаж у Војној болници Ниш. По завршетку лекарског стажа Станковић обавља дужности лекара и управника трупне Гарнизонске амбуланте у Пећи у периоду 1982—1985. када је проглашен за најбољег младог лекара у саставу санитетске службе Нишке армијске области и Приштинског корпуса. Постдипломске студије облика специјализације из судске медицине завршио је 22. фебруара 1988. на ВМА.
Крајем 1991. као мајор на вуковарском ратишту вршио је обдукције посмртних остатке погинулих и тамо остао годину дана. На ратним просторима бивше Југославије извршио је обдукције више од 5.000 посмртних остатака погинулих. Подаци из обдукционих налаза касније су Станковићу послужили за израду докторске дисертације, коју је одбранио 5. децембра 1997. године на ВМА под називом: „Проблеми судскомедицинске обраде лешева у ратним условима“.
У прошлости је више пута пружао експертску помоћ Хашком суду, а био је и члан Југословенског комитета за прикупљање података о истраживању злочина против човечности и међународног права од 1993. Од 1994. је експерт Уједињених нација за судску медицину. Децембра 1997. Станковић је основао тим за истраживање последица НАТО бомбардовања на подручју Републике Српске.
Радио је једно време као специјалиста и форензичар на Институту за судску медицину и патологију ВМА а затим и као начелник: Одсека за културу ткива, Института за судску медицину и Завода за патологију и судску медицину ВМА, све до 17. јануара 2002. када је именован за Начелника ВМА. На овом положају је остао све до 23. априла 2005. када је након сукоба са тадашњим министром одбране Првославом Давинићем, око различитог гледања на статус ВМА и Санитетске службе ВСЦГ, смењен са дужности, демобилисан и пензионисан.
У чин поручника санитетске службе произведен је 1982, а затим, поред редовног, и три пута је ванредно унапређен и то у чин мајора и потпуковника, а 2001. и у чин санитетског генерал-мајора.
На предлог Владе Републике Србије, указом Председника Републике, именован је да замени претходно смењеног министра Првослава Давинића. Функцију министра одбране је вршио и након раздруживања Србије и Црне Горе, а на овом месту је остао до 15. маја 2007, када је након избора у Србији и конституисања нове владе Р. Србије за новог министра одбране Републике Србије именован Драган Шутановац.
Након одласка са функције министра одбране наставио је да ради као наставник на Полицијској академији, Вишој школи за унутрашње послове и на приватном Стоматолошком факултету у Панчеву.
14. марта 2011. године, на предлог Г 17 плус постаје министар здравља у реконструисаној Влади Србије, након оставке Томице Милосављевића.
Преминуо је октобра 2021. године од последица ковида 19. Сахрањен је у Алеји заслужних грађана на београдском Новом гробљу.
Био је ожењен супругом Марином са којом има ћерке близнакиње Иву и Ину.
О њему се снима документарни филм „Сведок” редитеља Дениса Бојића.

## Одликовања
- Орден части са златним зрацима (постхумно)[4]

## Одабрана дела
- Stanković, Z., Kovačević, V., Karan, Ž., Milosavljević, I., Tatić, V. (1991) „MORFOLOŠKE KARAKTERISTIKE BLAST POVREDA POGINULIH U OKLOPNIM VOZILIMA“, Vojnosanitetski pregled, Beograd, 48:6, 531-534.
- Stanković, Z., Kovačević, V., Domijan, E., Milosavljević, I., Nikolić, M., Nikolić, K., Karan, Ž. (1992) „THE IDENTIFICATION OF CARBONIZED, PUTREFIED, SLOUGHTERED, DECOMPOSED AND FROZEN BODIES“, INTERNATIONAL CONFERENCE AND EXHIBITION ON CRIMINAL INVESTIGATION AND JURISDICTION, Budapest, 10-13.
- Stanković, Z. (1992) „SUDSKO - MEDICINSKA OBDUKCIJA U DOKAZIVANJU ZLOČINA“, SANU, Naučni skupovi; knj. 69, Odeljenje istorijskih nauka, knj. 22, Beograd, 363 - 372.
- Stanković, Z. (1992) „SUDSKO-MEDICINSKA EKSPERTIZA DVADESET ČETVORO UBIJENIH GRAĐANA IZ GOSPIĆA I OKOLINE“, Vojnosanitetski pregled, Beograd, 49:2,143-169.
- Stanković, Z., Kovačević, V., Nikolić, M., Milosavljević, I., Domijan, E., Karan, Ž. (1992) „RAD SUDSKO-MEDICINSKE EKIPE U VUKOVARU“, Dies medicinae forensis, Niš, 6-7 novembar.
- Stanković, Z., Janković, M. (2001), „MRTVI VEČNA OPOMENA ŽIVIMA“, Edicija zbivanja i svedočenja, Biblioteka Matice srpske, Beograd - Pale, 434 str.
- Janković, M., Stanković, Z., Jeftić, M., Mikić, Đ.(1995), „ZLOČIN ČEKA KAZNU“, Edicija zbivanja i svedočenja, Biblioteka Matice srpske, Novi Sad, 301 str.
- Dimitrijević, J., Stanković, Z., Popović, Z., Kovačević, Z., Škatarić, V., Milosavljević, I., Gligić, A. (2004) „SIGNIFICANCE OF PATHOLOGIC FINDINGS OF HEMORRHAGIC FEVER IN AUTOPSY MATERIAL“, Poster presentation II Intercontinental Congress of pathology, Iguassu Falls, Brazil, 1326, A 06.110, 72.
- Stanković, Z. (2000) „EKSPERTIZA MOŠTIJU S PREVLAKE“, Publikacija „Prevlaka Svetog Arhangela Mihaila - Humak Srpske duhovnosti“, Beograd, 99-107.
- Kovačević, V., Knežević-Ušaj, S., Milosavljević, I., Stanković, Z., Brđović, J. „„A propos one suicidal dimethoate poisoning“,”. Arch Toxicol Kinet Xenobiot Metab. 2 (2). 1994.. , 193.